# Алея Класиків (Кишинів)
Алея Класиків (рум. Aleea Clasicilor) — скульптурний комплекс парку «Штефан чел Маре» міста Кишинів. По обидва боки алеї на постаментах з червоного полірованого граніту встановлені бронзові погруддя письменників, суспільно-політичних і культурних діячів Молдови.
Алея була споруджена у 1958 році і з тих пір стала улюбленим місцем відпочинку мешканців і гостей столиці. Спочатку алея складалася з 12 погрудь, але після розпаду СРСР її стали доповнювати погруддями діячів молдавської культури, чия творчість була небажана в радянський період, а також скульптурами румунських поетів і письменників.

## Погруддя
В Алеї Класиків встановлено 28 погрудь (без врахування Олександра Пушкіна на початку алеї).
| Номер | Класик                   | Рік   | Фото |
| ----- | ------------------------ | ----- | ---- |
| 1     | Васіле Александрі        | 1957  |      |
| 2     | Тудор Аргезі             | 1995  |      |
| 3     | Ґеорґе Асакі             | 1957  |      |
| 4     | Джордже Баковія          | 2001  |      |
| 5     | Лучіан Блаґа             | 1992  |      |
| 6     | Димитрій Кантемір        | 1957  |      |
| 7     | Джордже Келинеску        | 1997  |      |
| 8     | Джордже Кошбук           | 1996  |      |
| 9     | Йон Крянґе               | 1957  |      |
| 10    | Александру Донич         | 1957  |      |
| 11    | Мірча Еліаде             | 1997  |      |
| 12    | Міхай Емінеску           | 1957  |      |
| 13    | Октавіан Ґоґа            | 2000  |      |
| 14    | Гашдеу Богдан Петричейку | 1957  |      |
| 15    | Гиждеу Александру        | 1957  |      |
| 16    | Ніколае Йорга            | 1990? |      |
| 17    | Михаїл Коґелнічану       | 1990? |      |
| 18    | Алексей Матеєвич         | 1990  |      |
| 19    | Ніколае Мілеску          | 1957  |      |
| 20    | Константин Негруцци      | 1957  |      |
| 21    | Лівіу Ребряну            | 2009  |      |
| 22    | Алеку Руссо              | 1957  |      |
| 23    | Міхаїл Садовяну          | 1990? |      |
| 24    | Константин Стаматі       | 1957  |      |
| 25    | Никита Стенеску          | 1990? |      |
| 26    | Константин Г. Стере      | 1991  |      |
| 27    | Григорій Вієру           | 2010  |      |
| 28    | Адріан Пеунеску          | 2011  |      |